# И скрипки умолкли
«И скрипки умолкли» (пол. I skrzypce przestały grać) — польский кинофильм 1988 года. Режиссёр Александр Рамати. Фильм о геноциде цыган в нацистской Германии.
Режиссёр фильма и автор сценария Алесандр Рамати сам является евреем, уроженцем Бреста. Фильм во многом является автобиографическим рассказом о судьбе самого Александра и его родителей.

## Сюжет
В оккупированной Варшаве живёт цыганская семья Миргов. Глава семьи Димитр, его жена Валя и их сын Роман работают музыкантами в ресторане в Старом городе. Одним из частых гостей является любитель цыганской музыки доктор Менгеле. Идёт 1942 год и в Варшаве усиливаются репрессии против евреев. Мирги узнают об усиливающихся репрессиях также и против цыган.
Димитр едет в Брест-Литовск, что бы предупредить родной табор об опасности. Немецкий полковник Крюгер пытается успокоить цыган. Он убеждает что им ничего не грозит, но предлагает им переселиться в очищенное от евреев гетто.
Глава рода даёт себя убедить, но Димитр спорит с ним и настаивает на бегстве в независимую Венгрию. Вскоре приходят известия о вывозе предварительно собранных в гетто цыган. Димитр с частью рода бежит в Венгрию. По дороге Роман женится на Зое.
Надежды на спокойную жизнь в Венгрии рушатся, когда туда вторгаются немцы. Семья Миргов опознана как польские цыгане и их вывозят в Аушвиц. По дороге Димитру удаётся спасти дочь Мару. Выброшенного из поезда ребёнка находит и спасает польская семья. В лагере Димитр вновь встречается с доктором Менгеле
В Аушвице гибнут Зоя и отец Димитра. Затем в лагере, в ночь на 1 августа проводится акция, в которой спаслись лишь несколько цыган.

## В ролях
| Актёр                    | Роль                                                           |
| ------------------------ | -------------------------------------------------------------- |
| Хорст Буххольц           | Димитр Мирга                                                   |
| Диди Рамати              | Валя Мирга жена Димитра                                        |
| Пётр Польк               | Роман Мирга сын Димитра                                        |
| Мая Рамати               | Зоя Наткина/Мирга                                              |
| Кася Сивак               | Мара Мирга дочь Димитра                                        |
| Марне Мейтланд           | Санду Мирга отец Димитра                                       |
| Беттин Мильне            | Роза Мирга мать Димитра                                        |
| Альдона Грохаль          | сестра Вали                                                    |
| Веслав Вуйцик            | Бора Наткин отец Зои                                           |
| Эрнестина Винницка       | мать Зои                                                       |
| Марцин Тронский          | доктор Менгеле                                                 |
| Ян Махульский            | полковник Крюгер                                               |
| Зитто Казанн             | Микита                                                         |
| Войцех Пастушко          | Коро сын Микиты                                                |
| Яцек Сас-Угримовский     | Павел друг Романа                                              |
| Александр Бардини        | Гришка Шура                                                    |
| Марек Барбашевич         | граф Пашковский                                                |
| Ежи Новак                | профессор Эпштейн врач в Аушвице                               |
| Владислав Комар          | Домбровский                                                    |
| Виктор Зборовский        | Томаш                                                          |
| Кшиштоф Светоховский     | Франко                                                         |
| Александер Форд          | Зенон                                                          |
| Юда Хехт-Дюмонте         | жена Зенона                                                    |
| Ева Телега               | Ира                                                            |
| Ежи Турек                | польский крестьянин                                            |
| Войцех Высоцкий          | командир партизанского отряда                                  |
| Влодзимеж Ясинский       | священник                                                      |
| Эдвард Добжанский        | Кола польский крестьянин                                       |
| Хана Польк               | Зофья                                                          |
| Маргита Дуке             | мать Зофьи                                                     |
| Юлиуш Бергер             | словацкий цыган                                                |
| Богуслав Собчук          | оберштурмбаннфюрер СС Рудольф Хёсс комендант концлагеря Аушвиц |
| Цезари Моравский         | капитан Бронд                                                  |
| Барбара Рахвальская      | миссис Стефа                                                   |
| Эмилиан Каминский        | цыган-певец                                                    |
| Целина Цецерская         | цыганка-певица                                                 |
| Роберт Маевский          | цыган-певец                                                    |
| Магдалена Варсинская     | Нела заключённая Аушвица                                       |
| Богумил Антчак           | доктор в Аушвице                                               |
| Алексей Авдеев           |                                                                |
| Эльжбета Бельская-Грачик |                                                                |
| Ирена Бышевская          |                                                                |
| Ежи Фридрих              |                                                                |
| Ян Хенц                  |                                                                |
| Рышард Ясинский          |                                                                |
| Лешек Кубанек            |                                                                |
| Томаш Меджак             | граф Потоцкий                                                  |
| Богдан Михалак           |                                                                |
| Ярослав Пиларский        |                                                                |
| Марек Пробош             | участник новогодней вечеринки                                  |
| Войцех Скибиньский       | полицейский                                                    |
| Сильвестр Завадский      |                                                                |
| Ежи Зельник              | Данко Мюллер племянник Димитра                                 |

## Награды
Специальный приз фестиваля фильмов о Холокосте Места памяти и Музея Аушвиц-Биркенау

## Продолжительность фильма
Длительность прокатных копий фильма разная. В большинстве стран она составляет 114—116 мин.

## Производство и релизы
Фильм снимался в различных местах Польши — Ланьцут, Лодзь и Краков.
В фильме много цыганской музыки и фольклора. В создании фильма участвовали Цыганский музыкальный ансамбль Польши «Рома» и цыганский совет города Тарнува.
Фильм был выпущен в 1988 году в Польше под его первоначальным названием I Skrzypce Przestaly Grac, в Соединенных Штатах — And the Violins Stopped Playing, в финских кинотеатрах как Salahanke и на финском телевидении как Ja viulut vaikenivat, в Западной Германии — Ja viulut vaikenivat. DVD-релиз, выпущенный в 2003 году включал дополнительно трейлеры от компании Орион, видеоклипы, рассказывающие о фильме и его истории, и клипы о звездах фильма. Фильм был показан в 2008 году в рамках ретроспективы работ кинематографиста Эдварда Клосиньского. В Лодзи фильм был фокусом выставки 2009 года, посвященной 65-летию ликвидации Лицманнштадтского гетто.